# Альберс, Йоханнес
Йоханнес Альберс (нем. Johannes Albers; 8 марта 1890, Мёнхенгладбах, Дюссельдорф — 8 марта 1963, Кёльн) — немецкий наборщик и политик, депутат первого бундестага ФРГ.

## Биография
Йоханнес Альберс являлся членом ландтага земли Северный Рейн-Вестфалия; входил в состав Христианско-демократического союза Германии (ХДС) и Партии Центра (DZP). 14 августа 1949 года он принял участие в первых парламентских выборах в Западной Германии, проходивших после окончания Второй мировой войны: стал депутатом бундестага Федеративной Республики Германии (ФРГ), заседавшего в городе Бонн с сентября 1949 по сентябрь 1953 года. В 1949—1950 Альберс был председателем парламентского комитета по реконструкции и жилищному строительству, а с 31 января 1951 года являлся заместитель председателя фракции ХДС.